# Sombra Negra
Sombra Negra são grupos de esquadrões da morte baseados em El Salvador, compostos principalmente por policiais e oficiais militares que visam criminosos e membros de gangues para "justiça vigilante". Esse nome surgiu pela primeira vez por volta de dezembro de 1989 no departamento de San Miguel. Em abril de 1995, o grupo declarou que havia matado dezessete pessoas, alegando que os mortos eram criminosos ou membros de gangues.
Os membros da Sombra Negra normalmente vendam os olhos e amarraram as mãos e/ou polegares de suas vítimas atrás das costas. As vítimas são posteriormente baleadas na parte de trás de seus crânios por uma gama diversificada de rifles de assalto e submetralhadoras. Seus agentes escondem o rosto e corpo com bandanas, trajes antropomórficos e usam veículos não licenciados com janelas escurecidas quando realizavam suas missões para evitar a detecção completa. O Sombra Negra alega matar pessoas por acreditar que a polícia não consegue fazer cumprir as leis de El Salvador e que está empreendendo uma campanha de “limpeza social” contra as gangues.